# Marian-Jean Marinescu
Pour les articles homonymes, voir Marinescu.
Marian-Jean Marinescu, né le 11 août 1952 à Râmnicu Vâlcea, est un homme politique roumain, membre du Parti national libéral.

## Carrière politique
Après avoir été observateur au Parlement européen, il y siège de pleins droits à la suite de l'adhésion de la Roumanie à l'Union européenne, et y est élu lors des élections européennes de 2007 et réélu en 2009 et en 2014. Il siège au sein du Groupe du Parti populaire européen.
En 2015, il rejoint le Parti national libéral, à la suite de la fusion de son parti dans ce dernier.
- Commission du transport et du tourisme (14 mars 2007 - )
- Délégation pour les relations avec l'Albanie, la Bosnie-Herzégovine, la Serbie, le Monténégro et le Kosovo (16 septembre 2009 - 30 juin 2014)
- Commission spéciale sur les défis politiques et les ressources budgétaires pour une Union européenne durable après 2013 (17 juin 2010 - 30 juin 2011)
- Délégation aux commissions de coopération parlementaire UE-Arménie, UE-Azerbaïdjan et UE-Géorgie (15 mars 2007 - 13 juillet 2009)
- Délégation à l'Assemblée parlementaire euroméditerranéenne (4 juin 2008 - 13 juillet 2009)
- Délégation pour les relations avec les pays de l'Europe du Sud-Est (17 novembre 2008 - 13 juillet 2009)
- Commission temporaire sur le changement climatique (15 mai 2007 - 4 février 2009)
- Commission des libertés civiles, de la justice et des affaires intérieures (15 janvier 2007 - 30 janvier 2007)